# Božići (Prijedor)
Božići (szerbül: Божићи), falu Bosznia-Hercegovinában, Bosanska krajina területén, Prijedor községben, a Szerb Köztársaságban. 

## Fekvése
Bosznia-Hercegovina északnyugati részén, a Potkozarje területén, Banja Lukától légvonalban 43, közúton 53 km-re északnyugatra, községközpontjától légvonalban 6, közúton 8 km-re északkeletre, 160 – 650 méteres tengerszint feletti magasságban, a Kozara-hegység délkeleti részén fekszik. Több, kis település tartozik hozzá.

## Népessége
| Nemzetiségi csoport | Népesség 1991 | Népesség 2013 |
| ------------------- | ------------- | ------------- |
| Szerb               | 193           | 100           |
| Bosnyák             | 0             | 0             |
| Horvát              | 0             | 0             |
| Jugoszláv           | 1             | 0             |
| Egyéb               | 0             | 0             |
| Összesen            | 194           | 100           |

## Története
A területén található őskori maradványok tanúsága szerint itt már az őskorban éltek emberek. A település 1878-ig tartozott az Oszmán Birodalomhoz, ekkor a berlini kongresszus határozata alapján az Osztrák-Magyar Monarchia része lett. Az évszázados oszmán uralom 1878. szeptember 6-án ért véget, amikor osztrák-magyar csapatok vonultak be Kozaracra és a szomszédos Prijedorra. 1879-ben az első osztrák-magyar népszámlálás során a Prijedori járáshoz és Prijedor községhez tartozó településnek 35 háztartása és 268 ortodox szerb lakosa volt. 1910-ben a Prijedori járáshoz tartozó településen 62 háztartást és 455 ortodox szerb lakost találtak.
A monarchia szétesésével 1918-ban előbb a Szerb-Horvát-Szlovén Királyság, majd 1929-től a Jugoszláv Királyság része. 1921-ben 72 háztartása és 479 lakosa volt. Jugoszlávia megszállása után a falu a Független Horvát Állam (NDH) része lett. 1945-től a település a szocialista Jugoszlávia része. A boszniai háború idején a település a Boszniai Szerb Köztársaság része volt. A daytoni békeszerződést követő területfelosztásnál a település Prijedor község részeként a Szerb Köztársaság területéhez került.

## Nevezetességei
- Gradina – őskori erődítmény maradványai. A lelőhely egy hosszúkás, viszonylag alacsony domb platóján található. Az erődöt a könnyebben hozzáférhető oldalon mély árkok védték, ezen kívül az egykori erősségből más nem látható. Korát a bronzkorra és a vaskorra teszik.[4]